# Gargoil
En gargoil eller vandspyer
er en erstatning for et nedløbsrør i forbindelse med afvanding af tagflader og lignende på bygninger. Vandet ledes ud fra bygningen og kan frit falde til jorden uden at ramme selve bygningen.
Gargoilen er ofte udformet som et fabeldyr, der spyer vandet ud af munden.
Ordet menes at stamme fra det franske gargouille der betyder strube.

## Reference
1. ↑  Vandspyer — Ordbog — ODS —ordnet.dk